# Пчелін Володимир Миколайович
Пчелін Володимир Миколайович (нар. 1 липня 1869, Київ — 14 січня 1941, Москва
) — російський художник і графік.
Писав жанрові картини та пейзажі. Після 1917 року розроблював революційну тематику. В 1926 році був удостоєний звання заслуженого художника СРСР, а в 1934 році — заслуженого
діяча мистецтв СРСР.

## Біографія
Народився 1 липня 1869 року в Києві. Його батько був землеміром. Мати Володимира Миколайовича належала до роду художників Тиранова; Володимир — внучатий племінник художника О. В. Тиранова, що багато в чому визначило долю живописця.
Мистецьку освіту здобув у Московському училищі живопису, скульптури та архітектури, яке закінчив у званні класного художника. Тут його викладачами були Є. С. Сорокін, І. М. Прянишников, В. Є. Маковський, А. Ю. Архипов, М. О. Касаткін. У 1891—1892 роках за малюнок з натури нагороджений малою срібною медаллю; в 1895 за картину «Програвся» отримав звання класного художника. Потім деякий час Пчелін навчався в Імператорській Академії мистецтв у майстерні І. Ю. Рєпіна.
Експонент Товариства пересувних художніх виставок.
Жовтнева революція змінила світогляд художника і він став працювати в історико-революційному жанрі. Радянському глядачеві найбільш відомими стали картини «Страта Олександра Ульянова» і «Всесоюзний колгоспний з'їзд в гостях у Червоній Армії», репродукції яких друкувалися в журналах і шкільних підручниках..
Помер 14 січня 1941 року в Москві. Його було похоронено на Введенському кладовищі.

### Сім'я
- Жінка — Єлизавета Василівна, померла в 1976 році
- Дочка — Любов Володимирівна, померла в 2001 році; в неї не було дітей

## Роботи
Одна з перших серйозних картин Пчеліна — «Молоді у тестя» (1892) — відразу принесла йому популярність і була придбана для зборів П. М. Третьякова. В даний час Роботи Пчеліна є також в Державній Третьяковській галереї, Державному Літературному музеї, Далекосхідному художньому музеї.